# Saint-Roman-de-Codières
Saint-Roman-de-Codières là một xã trong vùng Occitanie. Xã Saint-Roman-de-Codières nằm ở khu vực có độ cao trung bình 630 mét trên mực nước biển.